# تامی وینشیپ
تامی وینشیپ (انگلیسی: Tommy Winship; ۱۴ ژوئیهٔ ۱۸۹۰ – 1976) بازیکن فوتبال اهل بریتانیا بود.
از باشگاه‌هایی که در آن بازی کرده‌است می‌توان به باشگاه فوتبال آرسنال، باشگاه فوتبال فولام، باشگاه فوتبال هارتل پول یونایتد، باشگاه فوتبال کرو آلکساندرا، و باشگاه فوتبال آرسنال اشاره کرد.